# 單一UNIX規範
單一UNIX規範（縮寫為），它是一套UNIX系統的統一規格書。擴充了POSIX標準，定義了標準UNIX作業系統。由IEEE與The Open Group所提出，目前由Austin Group負責維持。

## 歷史

### 1980年代
在1980年代中，開始有人提出計劃，想要統一不同Unix 作業系統的。

### 1988年：POSIX
1988年，這些標準被匯整為IEEE 1003（ISO/IEC 9945），也就是POSIX。

### 1990年代：Spec 1170
共通應用程式介面規格（Common API Specification），又稱為Spec 1170。

### 1997：單一UNIX規範第二版
單一UNIX規範第二版（Single UNIX Specification version 2）。

## 通过UNIX认证的操作系统
- AIX
- HP-UX
- EulerOS
- macOS（原稱“Mac OS X”或“OS X”）
- Reliant UNIX
- SCO
- Solaris
- Tru64 UNIX
- z/OS
- K-UX

## 外部連結
- Single UNIX Specification